# フランソワ・ボション
フランソワ・ボション（François-Louis David Bocion、1828年3月30日 - 1890年12月12日）はスイスの画家である。おもに風景画を描いた。

## 略歴
スイスのヴォー州のローザンヌで生まれた。父親は大工で、幼い頃に死去したので、モントルーの石工の祖父に育てられ、祖父が亡くなった後、再び母親とヴヴェイで暮らした。この頃、スイスの画家から絵を学び、1846年にフランスのパリに移り、スイス出身の画家、ルイ・エメ・グロスクロードに学び、シャルル・グレールにも学んだ。写実主主義の画家、ギュスターヴ・クールベとも知り合った。腸チフスに罹り、1847年の春にローザンヌに帰国した。
スイスに戻って、スイスの美術協会の展覧会に初めて出展した。1849年からローザンヌの工業学校(l'École industrielle de Lausanne)の教授となった。1851年から1854年ころには風刺雑誌「La Guêpe」の挿絵を描いた。この頃、しばしばイタリアも訪れ、風景画を描いた。私立の画塾も開き、有名な学生にはテオフィル・アレクサンドル・スタンランやウジェーヌ・グラッセがいる。

## 作品

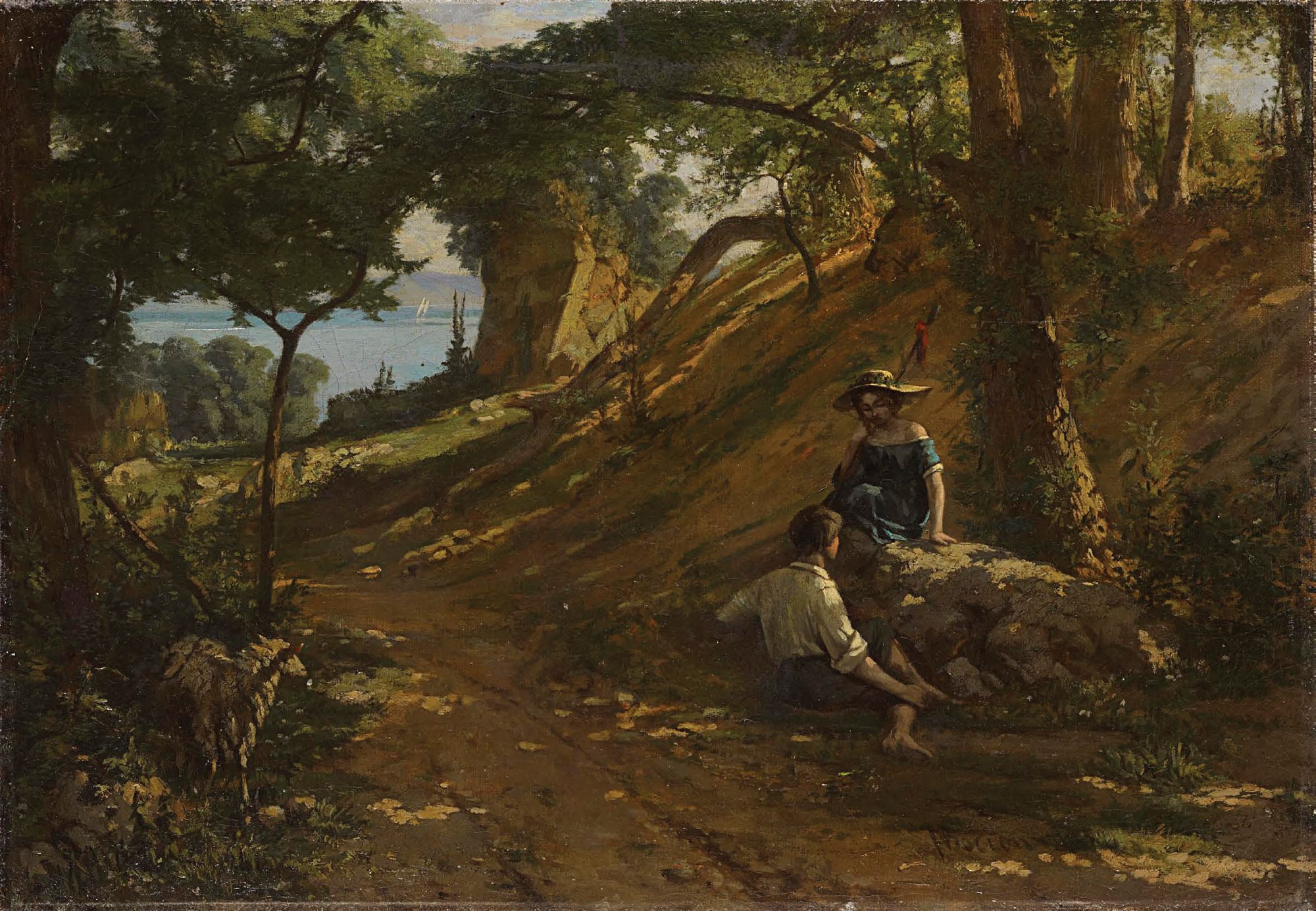
Le Denantouの風景(1858/1860)
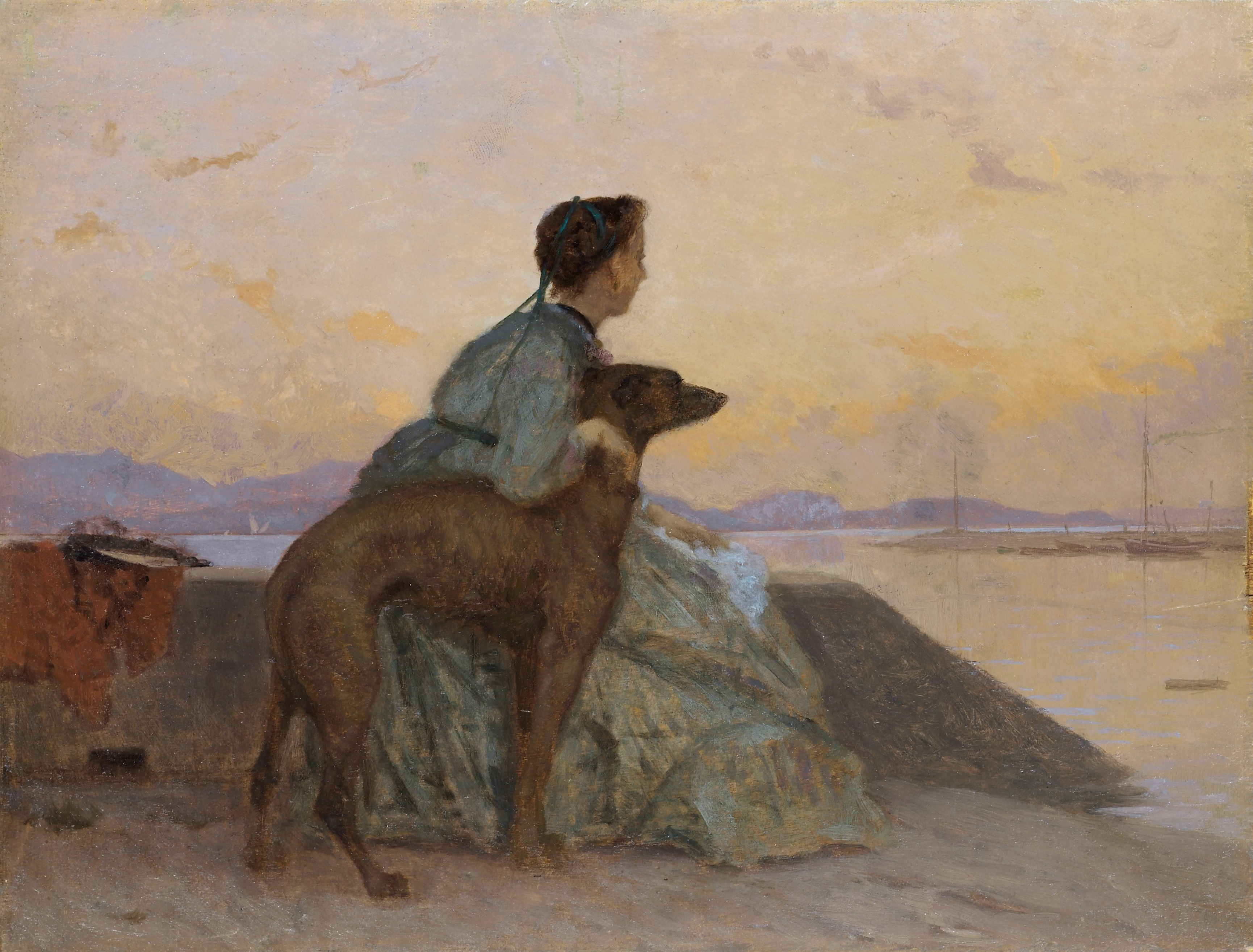
妻と犬 (1871)
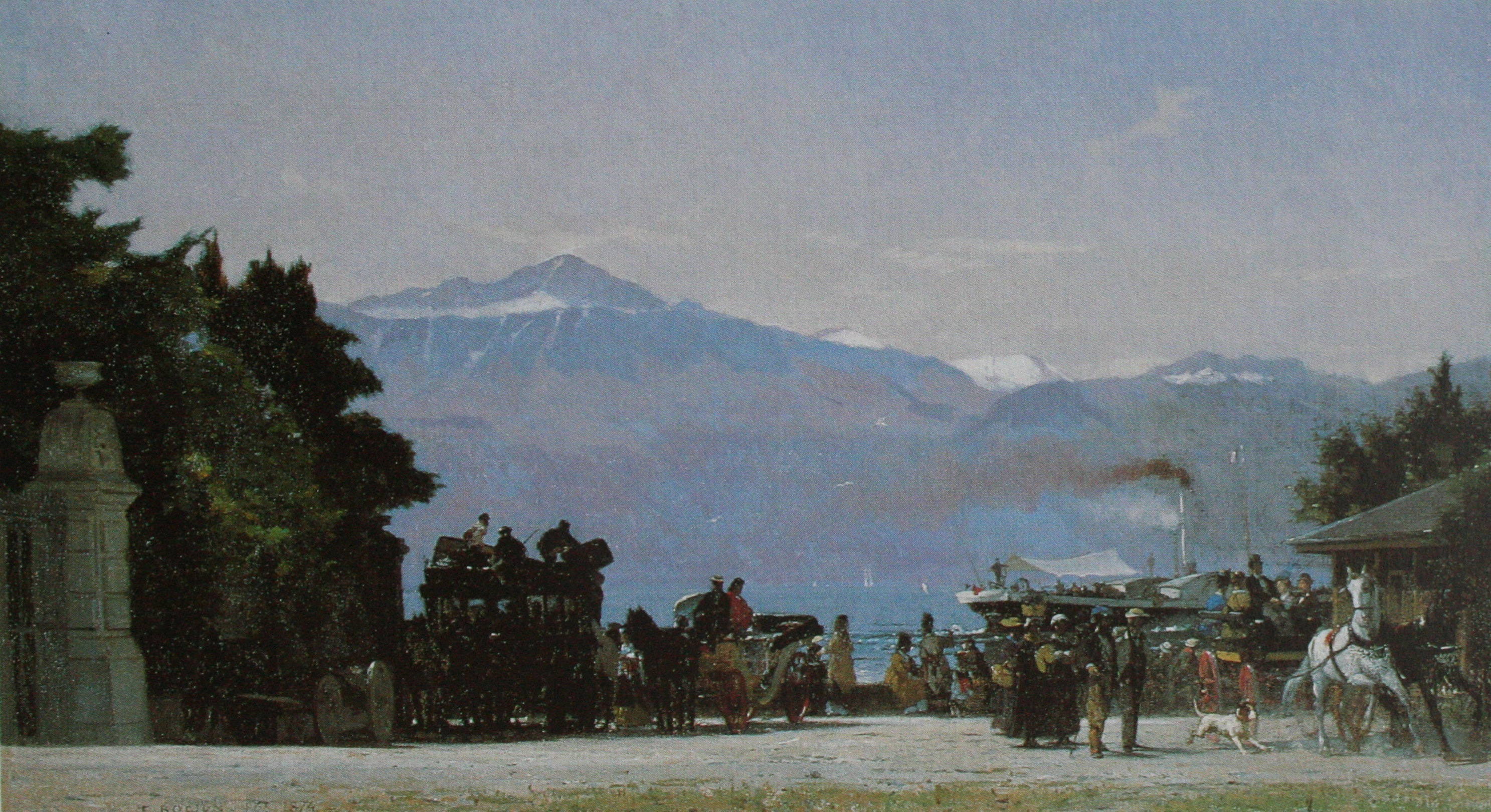
ウシー(Ouchy)の風景 (1874)
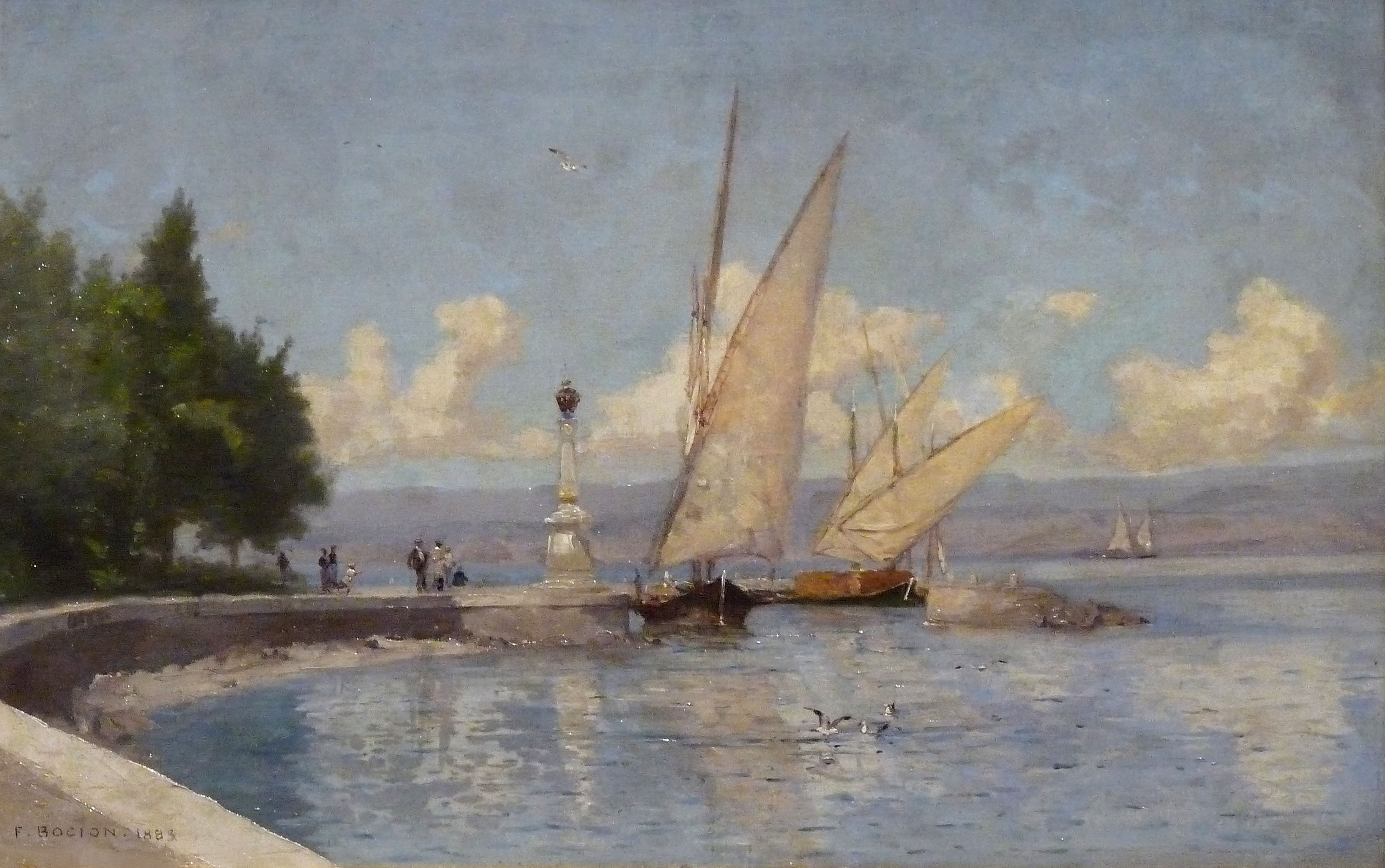
レマン湖 (1883)
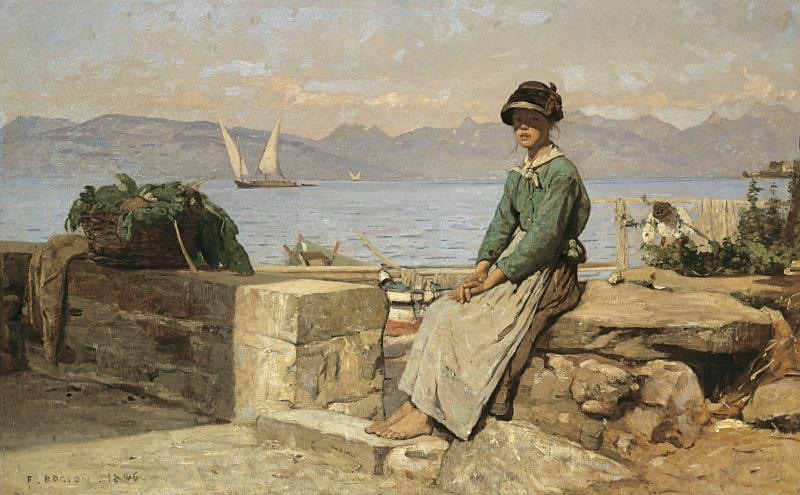
Tourrondeの少女 (1886)
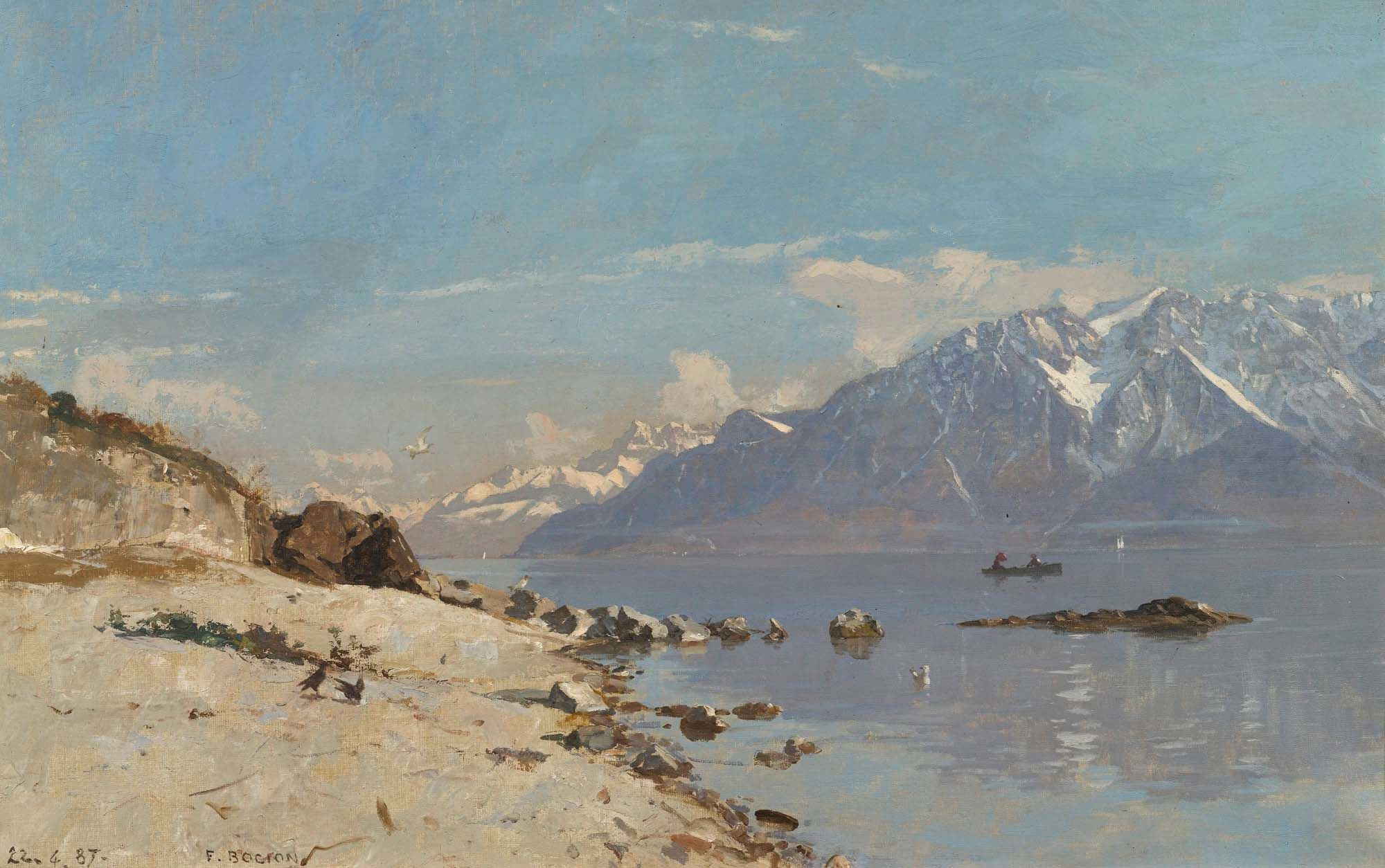
(1887)